# Leonard Paul Blair
Leonard Paul Blair (nacido el 12 de abril de 1949) es un obispo estadounidense de la Iglesia católica. Es el quinto Arzobispo de Hartford, Connecticut desde el 16 de diciembre de 2013.